# Monochamus basilewskyi
Monochamus basilewskyi är en skalbaggsart som beskrevs av Stefan von Breuning 1952. Monochamus basilewskyi ingår i släktet Monochamus och familjen långhorningar.
Artens utbredningsområde är Gabon. Inga underarter finns listade i Catalogue of Life.